# Jerzy Gwizdała
Jerzy Piotr Gwizdała (ur. 15 czerwca 1957 w Czersku, zm. 5 sierpnia 2023 w Gdańsku) – polski ekonomista, zastępca prezydenta m. Gdańska (1998–2001), rektor Uniwersytetu Gdańskiego (2016–2020).

## Życiorys
Ukończył w 1986 studia na Wydziale Ekonomiki Transportu Uniwersytetu Gdańskiego. W tej samej jednostce doktoryzował się w 1992 na podstawie pracy pt. Rola tranzytowa Polski w planowaniu przestrzennym europejskiej sieci komunikacyjnej. Stopień doktora habilitowanego nauk ekonomicznych uzyskał w 2011 na Wydziale Zarządzania UG na podstawie dorobku naukowego oraz rozprawy zatytułowanej Ryzyko kredytowe w działalności banku komercyjnego. W pracy naukowej specjalizował się w zagadnieniach z zakresu bankowości, ekonomiki i organizacji transportu, a także finansów publicznych.
Od ukończenia studiów zawodowo związany z Wydziałem Ekonomiki Transportu (przekształconym później w Wydział Ekonomiczny) UG, a od 1994 z Wydziałem Zarządzania tej uczelni. W 2011 objął stanowisko profesora nadzwyczajnego Uniwersytetu Gdańskiego. Był kierownikiem Katedry Finansów i Ryzyka Finansowego na Wydziale Zarządzania UG. Pracował również w Wyższej Szkole Zarządzania w Słupsku oraz w Katedrze Bankowości na Wydziale Finansów i Zarządzania Wyższej Szkoły Bankowej w Gdańsku. Obejmował funkcje skarbnika i sekretarza Gdańskiego Towarzystwa Naukowego.
Pochowany na Cmentarzu Łostowickim w Gdańsku.

## Kontrowersje
25 lutego 2020 Komisja ds. Etyki w Nauce PAN ogłosiła, że w jej opinii zachodzi możliwość naruszenia przez Jerzego Gwizdałę praw autorskich i pokrewnych, gdyż w treści jego artykułu „Metoda szacowania VaR w zarządzaniu ryzykiem banku” z 2011, można znaleźć zapożyczenia całych zdań i akapitów z pracy Katarzyny Kuziak pt. „Koncepcja wartości zagrożonej VaR (Value at Risk)”, opublikowanej w 2003 na stronie firmy StatSoft Polska. Z tego powodu dwa dni później Prezydium CK podjęło postanowienie o wszczęciu postępowania w sprawie nieważności postępowania o nadanie Jerzemu Gwizdale tytułu profesora.
Z kolei Marek Wroński w artykule Wstrzymana profesura opisał kontrowersje wokół postępowania profesorskiego i nadania Jerzemu Gwizdale tytułu naukowego profesora. Autor artykułu twierdzi, że miały miejsce nieprawidłowości m.in. w zakresie prowadzenia postępowania awansowego Jerzego Gwizdały na uczelni, którą kieruje (konflikt interesów). Wskazał też na jego zdaniem zauważoną przez recenzentów nierzetelność niektórych przedstawianych przez Jerzego Gwizdałę osiągnięć naukowych (w tym brak charakteru nowatorskiego jego artykułów naukowych oraz ich relatywnie niską punktację ministerialną, nieprecyzyjną bibliografię, czy brak w dokumentacji awansowej spisu tytułów referatów i wystąpień). Artykuł przedstawia również to, co uważa za kolejne przykłady naruszenia przez Jerzego Gwizdałę praw autorskich innych osób, w szczególności plagiat referatu z pracy doktorskiej Błażeja Kochańskiego z Politechniki Gdańskiej.
W rezultacie 28 września 2020 Jerzy Gwizdała ustąpił ze stanowiska rektora Uniwersytetu Gdańskiego, motywując to pogarszającym się stanem zdrowia oraz dobrem społeczności Uniwersytetu, która „powinna funkcjonować i rozwijać się w atmosferze wolnej od emocji o charakterze personalnym”.
15 lipca 2021 Rada Dyscypliny Ekonomia i Finanse Uniwersytetu Gdańskiego unieważniła uchwałę nadającą Jerzemu Gwizdale stopień doktora habilitowanego nauk ekonomicznych.

## Pełnione funkcje w Uniwersytecie Gdańskim
- Dyrektor administracyjny (1991–1998)
- Kanclerz (2008–2016[1])
- Rektor (2016–2020[16][17][18])

## Pełnione funkcje poza uczelnią
- Zastępca prezydenta Gdańska (1998–2001)
- Dyrektor Centrum Bankowości Korporacyjnej Kredyt Banku (2001–2008)
- Przewodniczący Rady Rektorów Województwa Pomorskiego (2016–2020[19][20])

## Odznaczenia
- Krzyż Kawalerski Orderu Odrodzenia Polski (2011[21])
- Srebrny Krzyż Zasługi (1996)
- Brązowy Krzyż Zasługi (1989[22])